# 식도 칸디다증
식도 칸디다증(esophageal candidiasis) 또는 칸디다성 식도염(candidal esophagitis), 모닐리아성 식도염(monilial esophagitis)은 칸디다 알비칸스(Candida albicans)에 의한 식도의 기회감염이다. 화학요법을 받았거나 AIDS에 걸린 경우 등, 면역결핍 상태인 환자에서 보통 발병한다. 그러나 어떤 위험 인자도 없는 환자에서도 발병할 수 있으며, 이러한 환자에서는 증상이 나타나지 않을 가능성이 높다.

## 증상과 징후
식도 칸디다증 환자는 삼킴장애, 삼킴통증 등의 증상을 보통 나타낸다. 장기간 식도 칸디다증이 계속되면 체중이 감소할 수 있다. 종종 입에 아구창이 동반되기도 한다. 전신 칸디다증의 첫 소견으로 식도 칸디다증이 발생하는 경우도 간혹 있다.

## 진단
대부분 진단은 치료에 대한 반응을 바탕으로 내린다. 식도 칸디다증이 의심되는 환자는 플루코나졸을 이용하여 항진균 치료를 받아야 한다. 플루코나졸 치료 이후 감염이 해결되면 식도 칸디다증으로 진단하며 더 이상 검사를 진행하지 않는다. 만일 감염이 계속되거나 추가적인 조사가 필요한 다른 요인이 있다고, 환자가 내시경을 받아도 안전하다면 위내시경을 시행한다. 내시경을 통해 미만성으로 융기된 플라크가 보이기도 하며, 내신경을 통해 점막에서 플라크가 제거되는 것이 특징적이다. 플라크를 생검할 경우 칸디다속 진균들의 특징인 효모와 거짓균사가 조직학적으로 관찰된다.

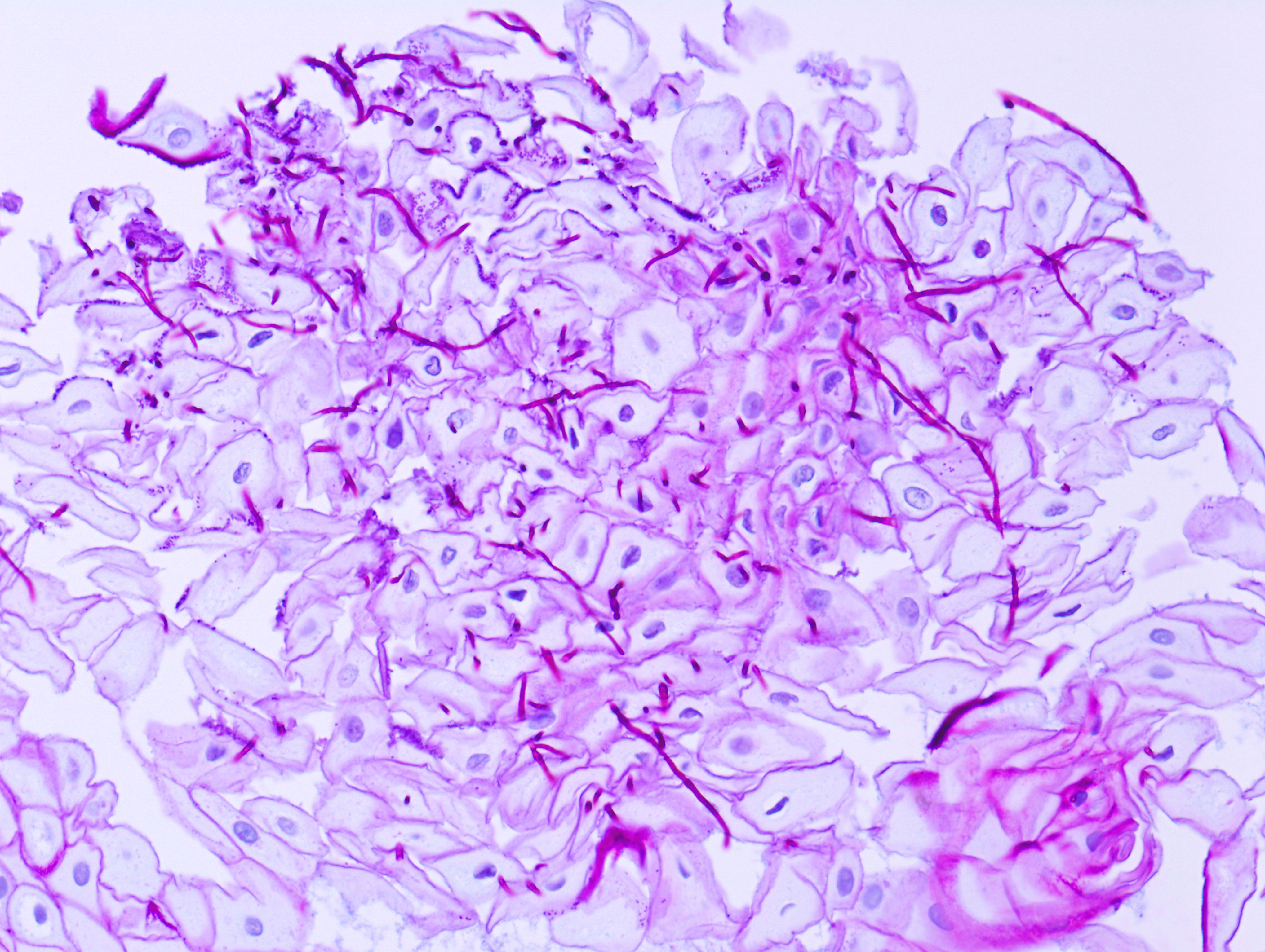
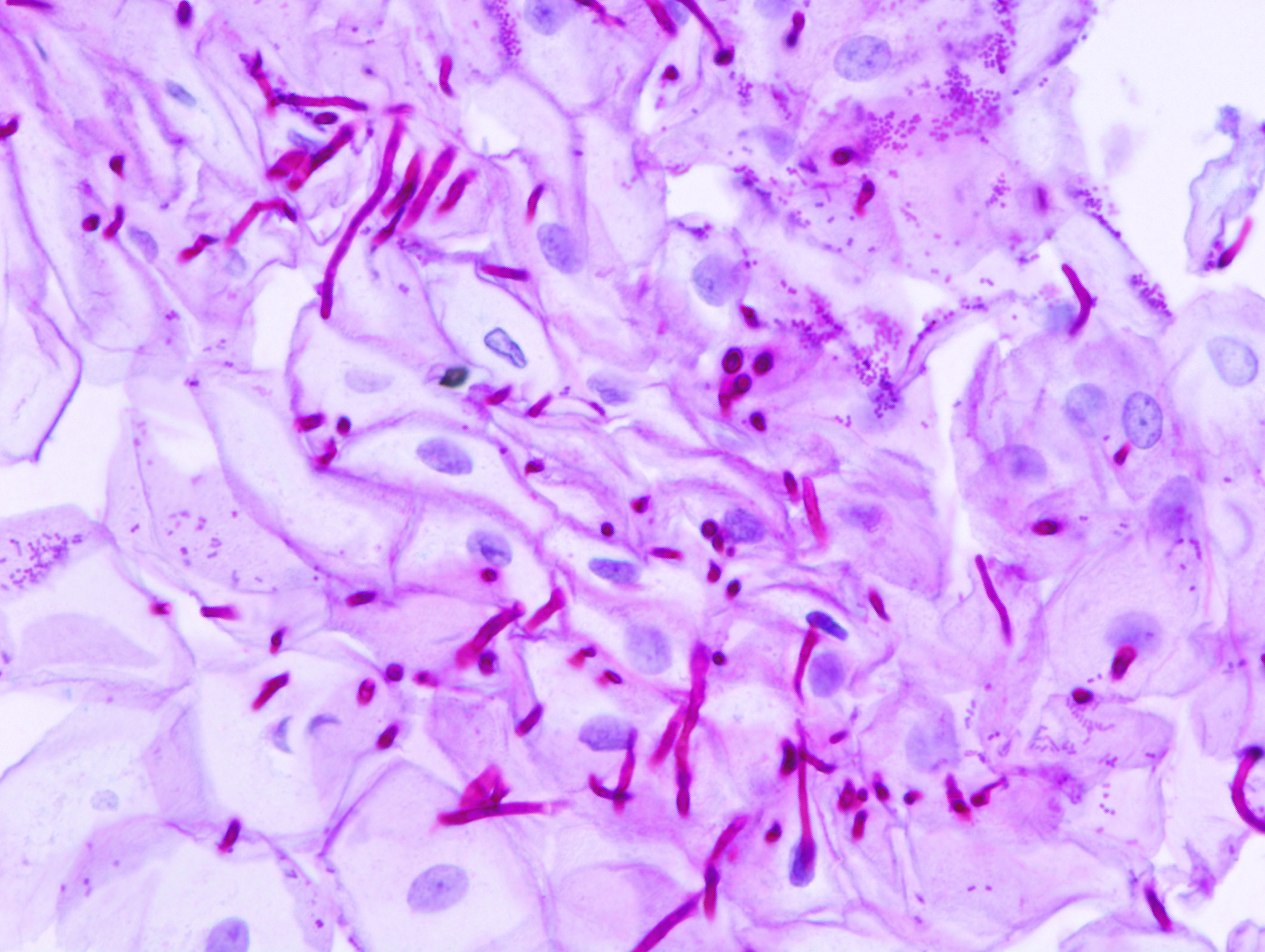
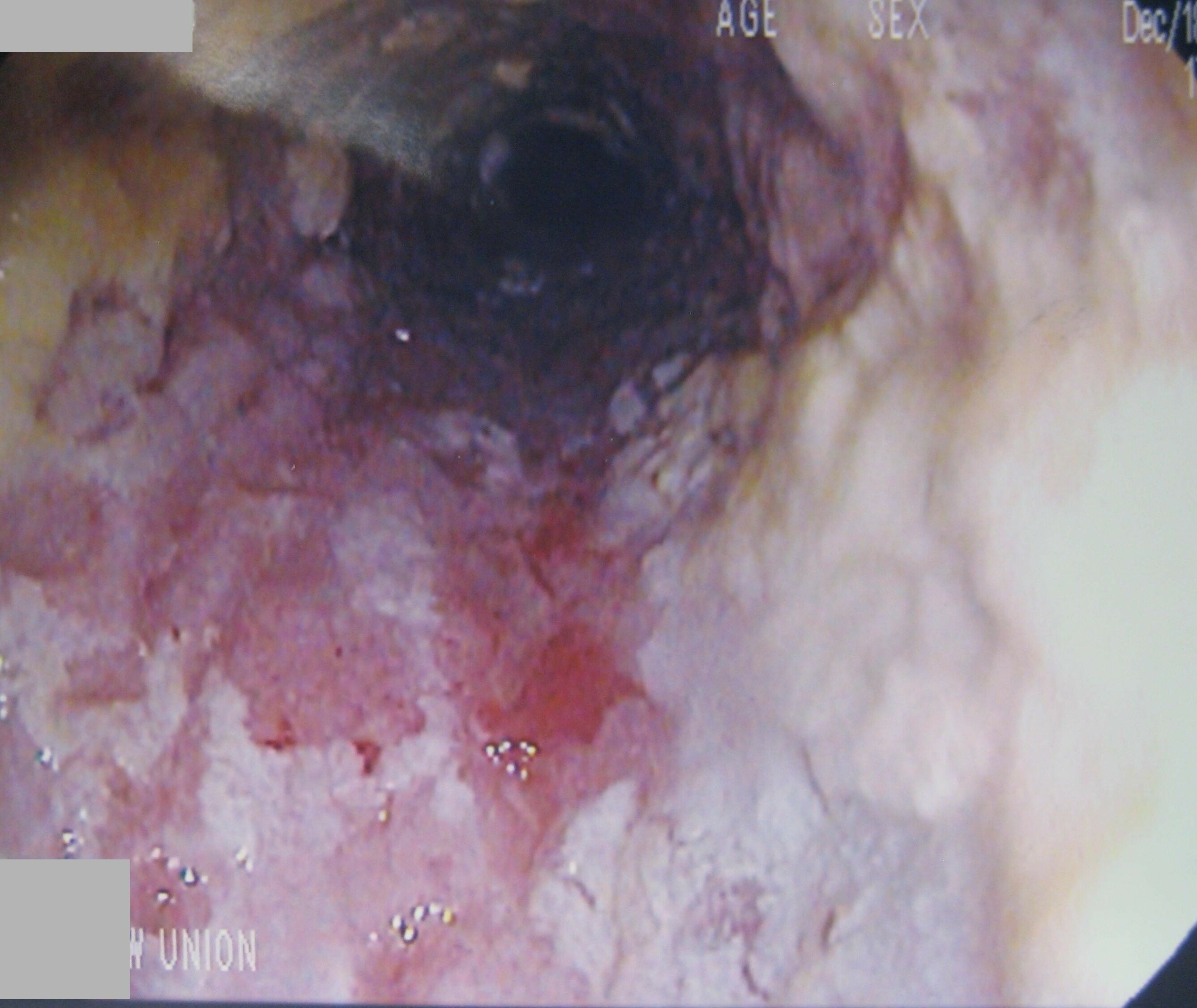
심각한 식도 칸디다증
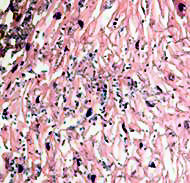
식도 고유판에서 관찰되는 칸디다속 진균의 균사. H&E 염색.

## 치료
최근의 일차 치료제는 경구 플루코나졸이다. 경구 약제를 잘 복용하지 못한다면 정맥 주사로 플루코나졸을 투여할 수 있다. 그 외에 선택할 수 있는 약제는 다음과 같다.
- 니스타틴은 경증의 식도 칸디다증에 효과적이다.[3] 동반되는 아구창 치료를 위해 가글로도 니스타틴을 사용할 수 있다.
- 다른 경구 트리아졸 약제인 이트라코나졸, 보리코나졸도 쓰일 수 있다.[2]
- 치료에 잘 반응하지 않는 경우라면 암포테리신 B를 사용할 수도 있으나, 심각한 여러 부작용 때문에 일상적으로 쓰이지는 않는다.[2]
- 포사코나졸은 중증의 난치성 식도 칸디다증 환자에게 효과적이다.[2]